# Anartia lytraea
Anartia lytraea is een vlinder uit de familie Nymphalidae. De wetenschappelijke naam van de soort is voor het eerst geldig gepubliceerd in 1819 door Jean-Baptiste Godart.